# George Hively (monteur, 1889-1950)
Pour les articles homonymes, voir George Hively.
George Hively, né le 6 septembre 1889 à Springfield (Missouri), mort le 2 mars 1950 à Los Angeles (Californie), est un monteur et scénariste américain.

## Biographie
George Hively est d'abord scénariste (ou auteur des histoires originales) de quatre-vingt-sept films américains, entre 1917 et 1927, donc exclusivement durant la période du muet. L'un des premiers est Le Ranch Diavolo (1917, western — genre auquel il contribuera souvent par la suite — avec Harry Carey), réalisé par John Ford qu'il retrouvera à plusieurs reprises.
Puis, de 1927 à 1945 (année où il se retire), il est monteur de soixante-cinq autres films, dont La Pécheresse de Harry Beaumont, Le Mouchard (1935) de John Ford, L'Impossible Monsieur Bébé (1938) de Howard Hawks, Elle et lui (1939) de Leo McCarey, ou encore Un espion a disparu (1943) de Richard Thorpe.
Le Mouchard lui vaut en 1936 une nomination à l'Oscar du meilleur montage.
Père du monteur et réalisateur Jack Hively (1910-1995) et du monteur George Hively (1933-2006), il est lui-même monteur de plusieurs films réalisés par le premier (dont The Saint in Palm Springs en 1941, avec George Sanders dans le rôle de Simon Templar).

## Filmographie partielle

### Comme scénariste
(ou auteur des histoires originales)
- 1917 : Pour son gosse (The Soul Herder) de John Ford
- 1917 : Le Ranch Diavolo (Straight Shooting) de John Ford
- 1917 : L'Inconnu (The Secret Man) de John Ford
- 1917 : Number 10, Westbound d'Henry MacRae
- 1917 : À l'assaut du boulevard (Bucking Broadway) de John Ford
- 1917 : Squaring It de George Marshall
- 1917 : A Marked Man de John Ford
- 1917 : Double Suspicion de George Marshall
- 1918 : Le Cavalier fantôme (The Phantom Riders) de John Ford
- 1918 : La Femme sauvage (Wild Women) de John Ford
- 1918 : Thieves Gold de John Ford
- 1918 : La Tache de sang (The Scarlet Drop) de John Ford
- 1918 : Le Bébé du cow-boy (A Woman's Fool) de John Ford
- 1919 : The Rustlers de Reginald Barker
- 1919 : For Life de J. P. McGowan
- 1919 : Le Roi de la prairie (The Ace of the Saddle) de John Ford
- 1919 : A Prisoner for Life de John Francis Dillon
- 1920 : The Dragon's Net de Henry MacRae
- 1920 : The Rattler's Hiss de B. Reeves Eason

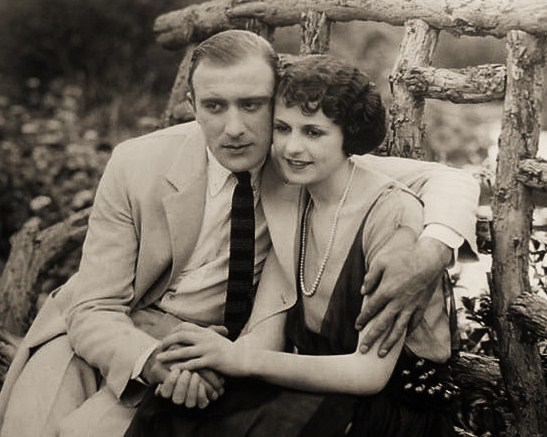
Frank Mayo et Louise Lorraine, dans The Altar Stairs (1922)

- 1920 : Red Hot Trail de Mack V. Wright
- 1921 : Luring Lips de King Baggot
- 1922 : The Bearcat d'Edward Sedgwick
- 1922 : The Loaded Door de Harry A. Pollard
- 1922 : Don't Shoot de Jack Conway
- 1922 : The Altar Stairs de Lambert Hillyer
- 1923 : Men in the Raw de George Marshall
- 1923 : The Phantom Fortune de Robert F. Hill
- 1925 : Pals de John P. McCarthy
- 1925 : A Man of Nerve de Louis Chaudet
- 1926 : Looking for Trouble (en) de Robert N. Bradbury
- 1927 : The Rambling Ranger de Dell Henderson
- 1927 : The Western Rover d'Albert S. Rogell

### Comme monteur
- 1927 : Taxi-girl (The Taxi Dancer) de Harry F. Millarde
- 1927 : Altars of Desire de Christy Cabanne
- 1928 : La Piste de 98 (The Trail of '98) de Clarence Brown
- 1928 : Excess Baggage de James Cruze
- 1928 : Brotherly Love de Charles Reisner
- 1929 : Coureur (Speedway) de Harry Beaumont
- 1929 : La Tournée du grand duc (The Duke steps out) de James Cruze
- 1929 : Chinoiseries (China Bound) de Charles Reisner
- 1930 : Cœurs impatients (Our Blushing Brides), de Harry Beaumont
- 1930 : Chasing Rainbows de Charles Reisner
- 1930 : Pension de famille (Caught Short) de Charles Reisner
- 1931 : The Great Meadow de Charles Brabin
- 1931 : La Pécheresse (Laughing Sinners) de Harry Beaumont
- 1931 : A Tailor made Man de Sam Wood
- 1931 : West of Broadway de Harry Beaumont
- 1931 : La Pente (Dance, Fools, Dance) de Harry Beaumont
- 1932 : Rockabye de George Cukor
- 1932 : Comme tu me veux (As you Desire Me) de George Fitzmaurice
- 1932 : Blondie of the Follies d'Edmund Goulding
- 1932 : Little Orphan Annie de John S. Robertson
- 1932 : Polly of the Circus d'Alfred Santell
- 1933 : The Great Jasper de J. Walter Ruben
- 1934 : Le Foyer qui s'éteint (Wednesday's Child) de John S. Robertson
- 1934 : Le Calvaire de Flora Winters (The Life of Vergie Winters) d'Alfred Santell
- 1935 : Les Trois Mousquetaires (The Three Musketeers) de Rowland V. Lee
- 1935 : Avril enchanté (Enchanté April) de Harry Beaumont
- 1935 : Another Face de Christy Cabanne
- 1936 : Walking on Air de Joseph Santley
- 1936 : Révolte à Dublin (The Plough and the Stars) de John Ford
- 1936 : Special Investigator de Louis King
- 1937 : Déjeuner pour deux (Breakfast for Two) d'Alfred Santell
- 1937 : L'Or et la Femme (The Toast of New York) de Rowland V. Lee et Alexander Hall
- 1938 : Miss Manton est folle (The Mad Miss Manton) de Leigh Jason
- 1938 : L'Impossible Monsieur Bébé (Bringing Up Baby) de Howard Hawks
- 1938 : Bonheur en location (Mother Carey's Chickens) de Rowland V. Lee
- 1939 : Elle et lui (Love Affair) de Leo McCarey
- 1939 : Conspiracy de Lew Landers
- 1940 : Laddie de Jack Hively
- 1940 : Little Men de Norman Z. McLeod
- 1940 : Anne of Windy Poplars de Jack Hively
- 1940 : Abraham Lincoln (Abe Lincoln in Illinois) de John Cromwell
- 1940 : Papa se marie de Jack Hively
- 1941 : Parachute Battalion (en) de Leslie Goodwins
- 1941 : Hurry, Charlie, Hurry, de Charles E. Roberts
- 1941 : The Saint in Palm Springs de Jack Hively
- 1942 : The Moon and Sixpence d'Albert Lewin (superviseur)
- 1942 : Four Jacks and a Jill (en) de Jack Hively
- 1943 : Un espion a disparu (Above Suspicion) de Richard Thorpe
- 1944 : Âmes russes (Song of Russia) de Gregory Ratoff et László Benedek
- 1944 : Blonde Fever de Richard Whorf
- 1944 : Trois hommes en blanc (3 Men in White) de Willis Goldbeck
- 1944 : Aventures au harem (Lost in a Harem) de Charles Reisner
- 1945 : The Hidden Eye de Richard Whorf
- 1945 : Spreadin' the Jam de Charles Walters

## Nomination
- 1936 : Nomination à l'Oscar du meilleur montage pour Le Mouchard.